# Socialisti Italiani
Socialisti Italiani (SI) era il nome di una formazione politica italiana, nata il 13 novembre 1994 qualche ora dopo la conclusione del XLVII Congresso del Partito Socialista Italiano, che aveva deliberato, a maggioranza, lo scioglimento e la messa in liquidazione del partito, a causa dalla gravissima crisi finanziaria conseguente allo sfaldamento del gruppo dirigente del PSI dopo lo scandalo di Tangentopoli. Ad opera dei proponenti della tesi minoritaria autonomista e centrista di quello stesso congresso, contraria allo scioglimento del PSI, nasceva il Partito Socialista Riformista.

## Storia

### Crisi del Partito Socialista Italiano

#### Elezioni politiche del 1994
In occasione delle elezioni politiche del 27 e 28 marzo 1994, le prime con il sistema elettorale maggioritario del "Mattarellum", il Partito Socialista Italiano, guidato da Ottaviano Del Turco, si presentò all'interno dello schieramento di centro-sinistra dei Progressisti. Il partito subì un netto tracollo elettorale: il risultato fu del 2,2% dei voti nella quota proporzionale, con 14 seggi alla Camera e 9 al Senato, tutti eletti in collegi uninominali (quindi in base agli accordi presi all'interno della coalizione di centro-sinistra).
I deputati del PSI, non avendo i numeri per costituire un gruppo parlamentare autonomo, entrarono a far parte del gruppo unitario di centro-sinistra denominato "Progressisti - Federativo"; al Senato, invece, riuscirono a costituire un gruppo autonomo, grazie all'adesione del senatore a vita Francesco De Martino, ex-segretario nazionale del PSI.

#### Uscita dal PSI della componente laburista
A seguito del deludente esito delle elezioni, Del Turco rassegnò le dimissioni da segretario. Il 21 giugno 1994 il Comitato direttivo del PSI prese atto delle sue dimissioni e, col voto di tutti i presenti, tranne quelli di Manca e Cicchitto, nominò Valdo Spini coordinatore nazionale, affidandogli il compito di organizzare entro il successivo mese di settembre il Congresso straordinario del partito.
Tuttavia Spini, ormai convinto della necessità che il PSI dovesse cambiare completamente la propria identità, eliminando anche il nome di "socialisti", che nell'immaginario collettivo, a causa anche del continuo insistere dei media e della satira politica sul ruolo del PSI nelle vicende di Tangentopoli, era ormai diventato sinonimo di corruzione, convocò il 26 luglio 1994 una riunione per promuovere la "Costituente laburista". Il 5 novembre 1994 a Firenze venne quindi costituita la Federazione Laburista, alla quale aderì la grande maggioranza dei parlamentari eletti nelle liste socialiste, che uscirono quindi dal PSI, determinando così il definitivo tracollo finanziario del Partito, privato anche del contributo mensile dei deputati e senatori socialisti.

#### XLVII e ultimo Congresso del PSI
Il 13 novembre 1994 si tenne presso la Fiera di Roma il XLVII Congresso dello storico partito del socialismo italiano, composto dai delegati socialisti che avevano deciso di non seguire Spini nel nuovo partito laburista.
Si confrontarono due posizioni: quella maggioritaria, sostenuta dall'ex-segretario del PSI Ottaviano Del Turco e da Enrico Boselli, che a causa della disastrosa situazione finanziaria del partito proponeva la sua messa in liquidazione e la costituzione di una nuova formazione politica denominata Socialisti Italiani. La mozione minoritaria era contraria allo scioglimento del PSI ed era sostenuta da Fabrizio Cicchitto e da Enrico Manca.
L'Assemblea, preso atto della gravissima crisi politica e dell'insostenibile situazione finanziaria in cui versava il partito, decise la messa in liquidazione del PSI e di fatto il suo scioglimento; la maggioranza del partito confluì quindi nei Socialisti Italiani, mentre la minoranza guidata da Cicchitto e Manca diede vita al Partito Socialista Riformista.

### Nascita dei Socialisti Italiani

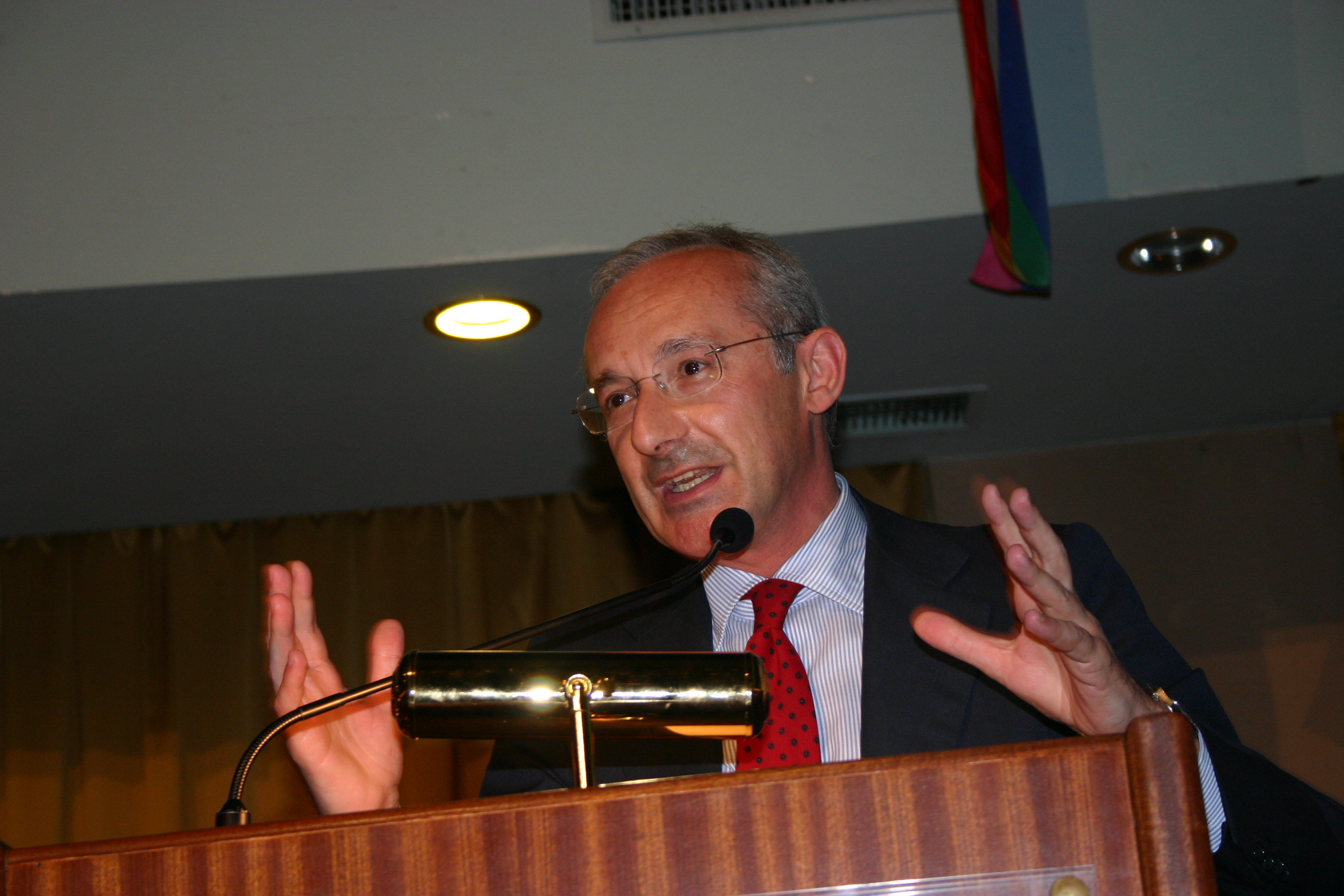
Enrico Boselli

Così, sommerso dai debiti, chiuse i battenti lo storico Partito Socialista Italiano fondato nel 1892, uno dei tre partiti di massa fondatori della Repubblica ed estensori della Costituzione. Tuttavia, pur nella tristezza del momento, in tutti i delegati era presente la volontà di proseguire l'azione e di preservare la storia e l'identità del vecchio partito.
Per questo, poche ore dopo, prese il via la nuova avventura del partito dei Socialisti Italiani, che si dichiarò esplicitamente l'erede della storia gloriosa e della tradizione progressista del Partito Socialista Italiano.
I delegati socialisti elessero Segretario dei "Socialisti Italiani" Enrico Boselli e presidente Gino Giugni, con l'indicazione di mantenere il partito nell'ambito della sinistra democratica.
Gli inizi della nuova formazione socialista furono da subito difficoltosi. Alla Camera 11 deputati, di cui nove eletti nelle liste del PSI, aderirono alla Federazione Laburista; i restanti cinque deputati PSI, Giuseppe Albertini, Enrico Boselli, Ottaviano Del Turco, Gino Giugni, Alberto La Volpe, decisero invece di aderire ai Socialisti Italiani. Essi uscirono dal gruppo parlamentare dei "Progressisti" e il 21 febbraio 1995 costituirono, assieme ad alcuni esponenti del Patto Segni e di Alleanza Democratica, un gruppo unico denominato "I Democratici".
Al Senato il gruppo socialista si mantenne, ma la quasi totalità dei suoi componenti aderì ai Laburisti. Aderirono al SI i soli senatori Maria Rosaria Manieri e Cesare Marini.

### Elezioni regionali del 1995 e politiche del 1996
I Socialisti Italiani, guidati da Enrico Boselli (segretario) e Gino Giugni (presidente), si presentarono per la prima volta agli elettori in occasione delle elezioni regionali del 23 aprile 1995, costituendo una lista elettorale insieme ad Alleanza Democratica e al Patto Segni, denominata Patto dei Democratici. La coalizione ottenne complessivamente il 4,2% dei voti e 33 consiglieri regionali (in gran parte socialisti), motivo dello scioglimento che ne seguì fu proprio il buon risultato ottenuto solo dal SI.
Il partito si ripresentò alle elezioni politiche del 1996 come parte integrante della coalizione de L'Ulivo e giunse ad un patto federativo con la formazione Rinnovamento Italiano guidata da Lamberto Dini.
Il partito partecipò così alla vittoria elettorale del centro-sinistra: Rinnovamento Italiano conseguì il 4,3% dei voti, eleggendo 26 deputati e 11 senatori.
All'interno di essa i Socialisti Italiani vedono eletti 7 deputati (Giuseppe Albertini, Enrico Boselli, Enzo Ceremigna, Giovanni Crema, Leone Delfino, Sergio Fumagalli e Roberto Villetti) e 5 senatori (Livio Besso Cordero, Ottaviano Del Turco, Giovanni Iuliano, Maria Rosaria Manieri e Cesare Marini). Del Turco viene nominato capogruppo al Senato.
La federazione con Rinnovamento Italiano ha però vita breve, concludendosi il 21 dicembre 1996, con l'uscita dal Gruppo parlamentare della Camera dei deputati socialisti, che aderiscono alla componente Socialisti Italiani del Gruppo misto.
A loro volta, i senatori socialisti abbandonano il Gruppo parlamentare del Senato il 6 febbraio 1997, determinandone lo scioglimento. Essi aderiscono al Gruppo misto, dando vita alla componente "Socialisti Italiani" e, dal 9 novembre 1998, alla componente "Socialisti Democratici Italiani". In quest'ultima occasione, i senatori Besso Cordero e Iuliano aderiscono al Gruppo Democratici di Sinistra - l'Ulivo.

### Confluenza nei Socialisti Democratici Italiani
La storia del SI si conclude l'8 febbraio 1998, quando, alle Assisi congressuali di Fiuggi, su proposta del Segretario Boselli il Congresso deliberò di confluire, con parte del Partito Socialista (componente guidata da Ugo Intini), parte della Federazione Laburista (componente guidata da Alberto Benzoni) e parte di ciò che rimaneva del PSDI (componente guidata da Gianfranco Schietroma), nel nuovo partito dei Socialisti Democratici Italiani (SDI).

## Struttura

### Segretari nazionali
- Enrico Boselli (1994-1998)

### Vicesegretari nazionali
- Roberto Villetti (1994-1998)

### Presidenti nazionali
- Gino Giugni (1994-1996)
- Ottaviano Del Turco (1996-1998)

## Risultati elettorali
| Elezione       | Elezione | Voti                     | %                        | Seggi   |
| -------------- | -------- | ------------------------ | ------------------------ | ------- |
| Politiche 1996 | Camera   | In Rinnovamento Italiano | In Rinnovamento Italiano | 7 / 630 |
| Politiche 1996 | Senato   | Nell'Ulivo               | Nell'Ulivo               | 5 / 315 |